# Alto Vinalopó
El Alto Vinalopó es una comarca de la Comunidad Valenciana (España) situada en el noroeste de la provincia de Alicante. Debe su nombre a que geográficamente se encuentra en la parte alta del valle del Vinalopó. Su capital es la ciudad de Villena. Tiene una superficie de 644,98 km² y el año 2020 contaba con una población de 52 604 habitantes. La comarca basa su economía en la industria textil y del calzado, entre otras, y en menor medida en la agricultura y los servicios. Incluye las subcomarcas de los Planos de Villena (antigua «Tierra de Don Manuel» o «Marquesado de Villena») y del Valle de Biar, a excepción del municipio de Bañeres, que forma parte de la Hoya de Alcoy.

## Geografía
Limita por el norte con la provincia de Valencia (comarcas de la Costera y el valle de Albaida), al este con la comarca de la hoya de Alcoy, al sur con la del Vinalopó Medio y al oeste con Castilla-La Mancha y la región de Murcia. Además, las localidades de esta comarca tienen una relación sociocultural y económica importante con las de Caudete (geográficamente forma parte), y Almansa, pertenecientes ambas a la provincia de Albacete.

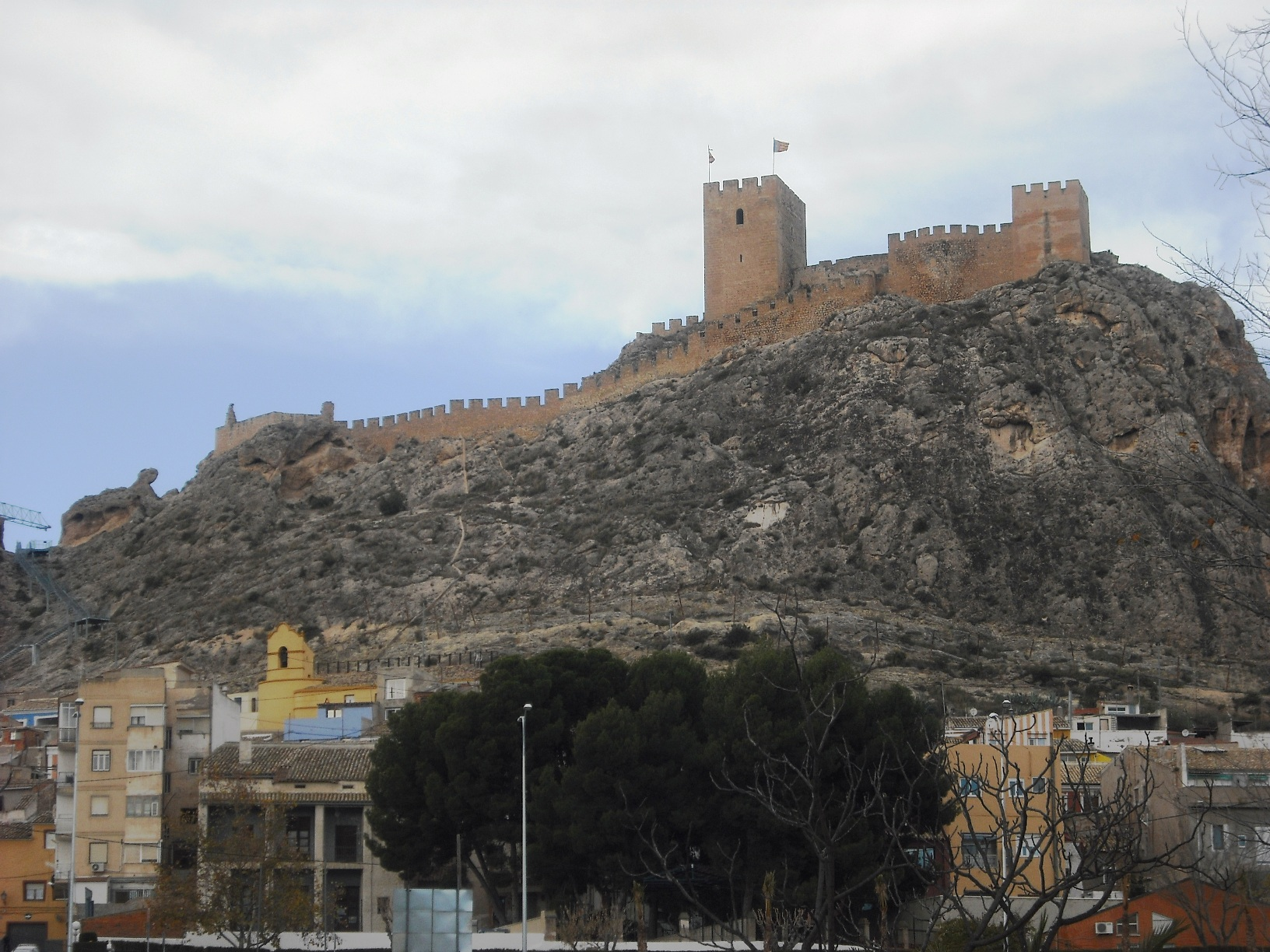
Castillo de Sax

## Municipios
| Municipio              | Población (2023) | Superficie         | Densidad |
| ---------------------- | ---------------- | ------------------ | -------- |
| Villena                | 34 144           | 345,60             | 98,83    |
| Sax                    | 10 072           | 63,50              | 155,26   |
| Biar                   | 3607             | 98,17              | 37,23    |
| Salinas                | 1733             | 61,70              | 26,26    |
| Benejama               | 1697             | 34,89              | 48,44    |
| Cañada                 | 1210             | 19,32              | 62,53    |
| Las Virtudes (Villena) | 457              | pedanía de Villena | -        |
| Campo de Mirra         | 442              | 21,80              | 19,13    |
| La Encina (Villena)    | 134              | pedanía de Villena | -        |
| Total                  | 52 905           | 644,98             | 81,56    |

En el total de la población, no se han sumado las pedanías, porque están incluidas en la localidad.

## Historia

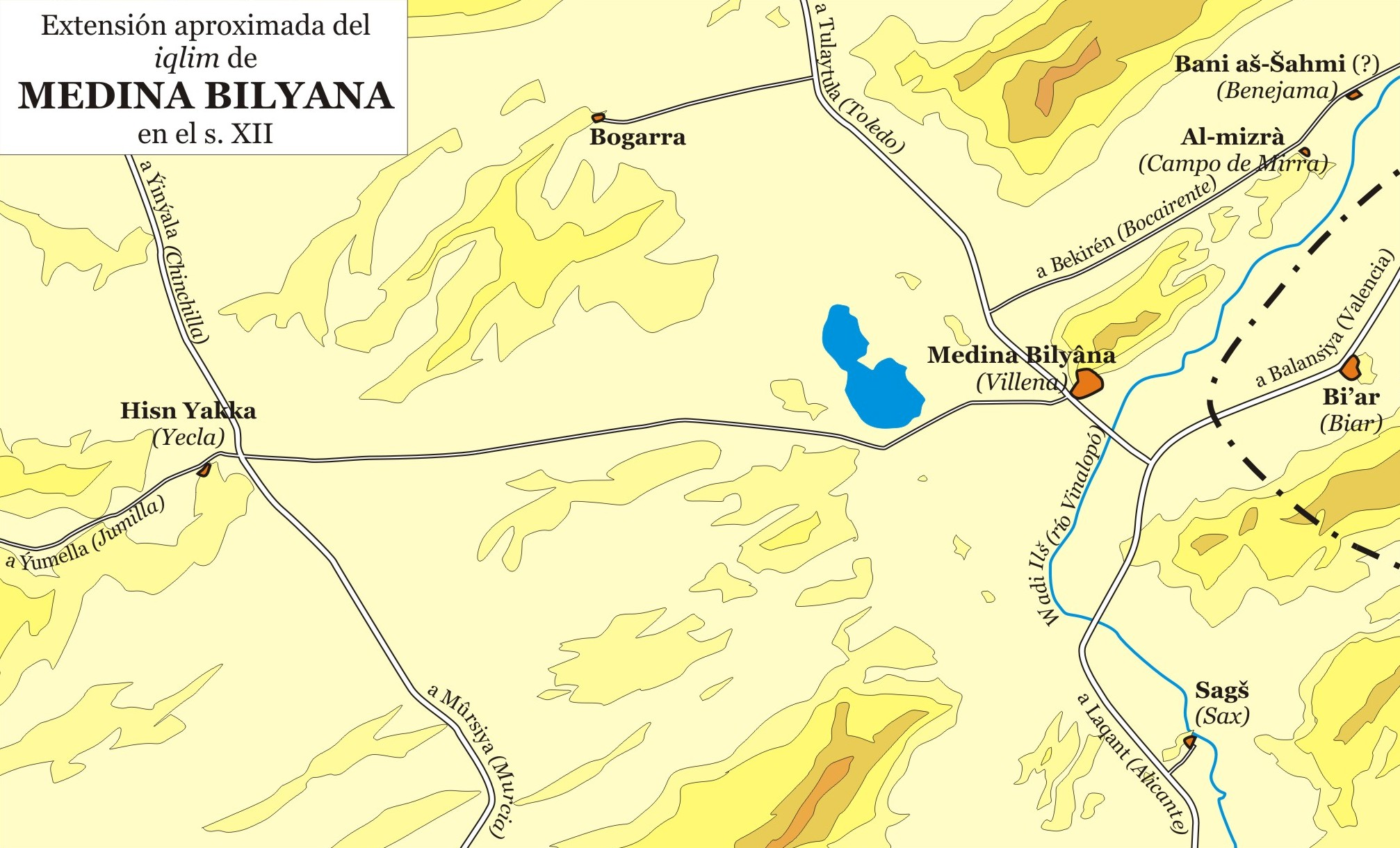
Extensión aproximada del iqlim de Bilyana (Villena) en el.

Se trata de una comarca heterogéna desde el punto de vista histórico, lingüístico y cultural. Fue declarada como Demarcación Territorial Homologada en el año 1989 por el Decreto de 6 de junio del Gobierno Valenciano. Los dos núcleos más poblados, Villena y Sax, son de origen castellano y fueron integrados en la provincia de Alicante en 1836. Aunque inicialmente fueron conquistadas en 1240 por el comendador de Alcañiz en nombre de Jaime I y de la Corona de Aragón, estas poblaciones fueron devueltas a Castilla por el Tratado de Almizra en 1244, puesto que era una zona reservada a conquista castellana, según el anterior Tratado de Cazola. En el Alto Vinalopó se incluyen también los municipios históricamente valencianos de Salinas (castellanohablante) y los valencianoparlantes del Valle de Biar y del de Benejama: Benejama, Biar, Campo de Mirra y Cañada.
Históricamente, la comarca tiene su origen en el territorio administrativo correspondiente al viejo iqlim medieval de Medina Bilyāna (Villena), siendo su mezquita principal la mezquita alhama de los núcleos de población de las llanuras de Villena, Yecla, Caudete, el paso de Almansa, Sax y el valle de Benejama. Tras diversos tratados y repartos, como el de Almizra y el de Torrellas-Elche, Villena y Sax acabarían formado parte del Señorío de Villena, en la Corona de Castilla, mientras que en el Reino de Valencia quedaban Salinas, que pertenecía al Condado de Elda (anteriormente en el Señorío de Villena), Caudete, que era villa real y terminó siendo un exclave valenciano rodeado de tierras de la Corona de Castilla, y Biar que también tenía la condición de villa real y contaba en su término con as poblaciones de Benejama, Campo de Mirra y Cañada.

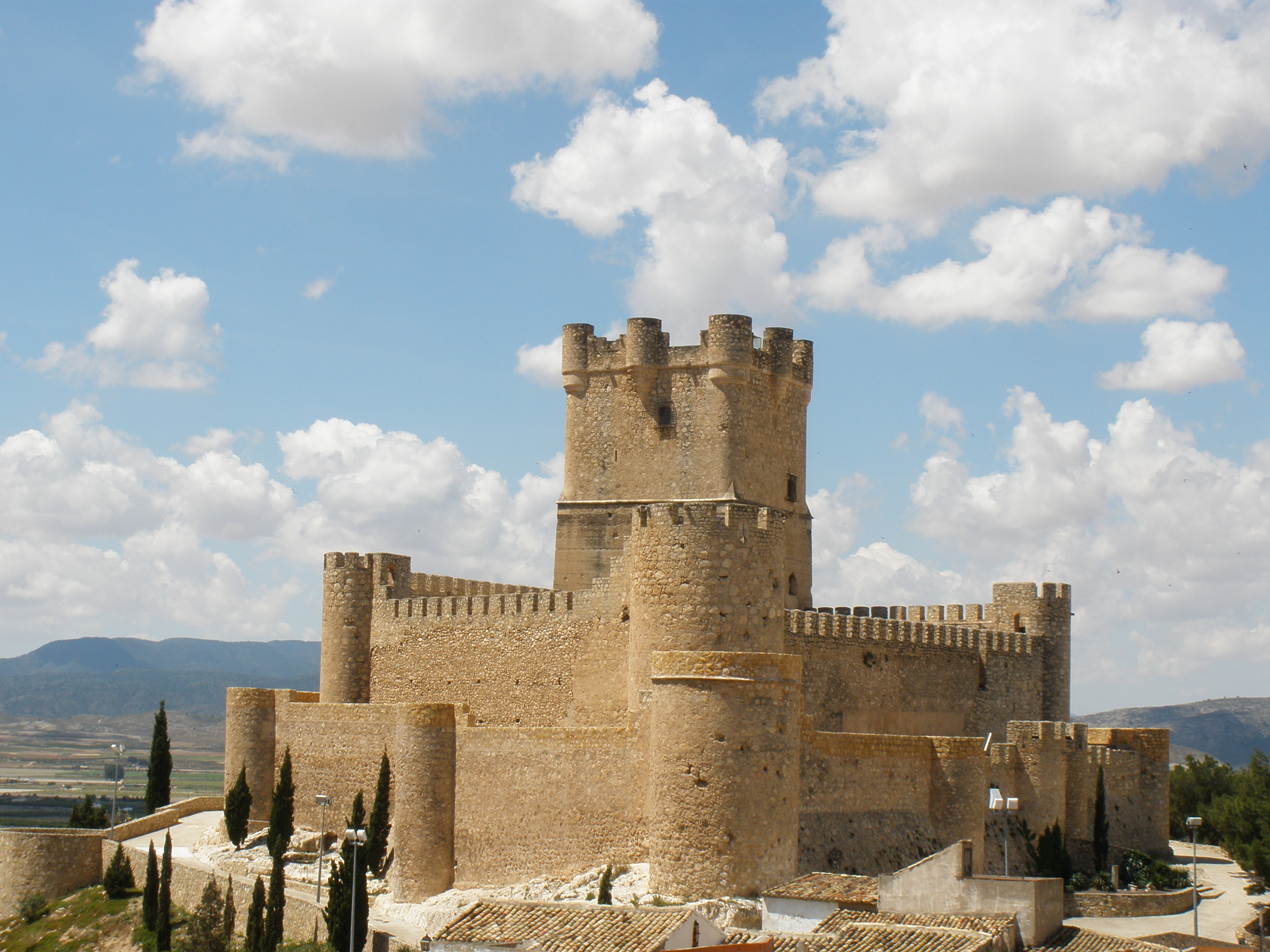
Castillo de Villena

## Lenguas
Los municipios ya mencionados de Villena, Sax, y Salinas son de predominio lingüístico español, mientras que el resto de municipios (Benejama, Biar, Campo de Mirra y Cañada) pertenecen al ámbito lingüístico valencianohablante.
Según el censo de 1991, el 65,9 % de la población del Alto Vinalopó pertenecía a Villena, y el grado de conocimiento se distribuía de la siguiente manera:
| Benejama       | 3,9%  | 98,5% | 85,9% | 50,9% | 27,1% |
| Biar           | 7,3%  | 98,9% | 88,7% | 64,4% | 27,4% |
| Campo de Mirra | 0,8%  | 99,7% | 89,7% | 41,2% | 19,2% |
| Cañada         | 2,3%  | 98,7% | 91,7% | 56,8% | 22,2% |
| Salinas        | 2,3%  | 65,3% | 13,6% | 3,4%  | 1,0%  |
| Sax            | 17,6% | 34,6% | 13,6% | 1,8%  | 0,5%  |
| Villena        | 65,9% | 29,9% | 5,1%  | 3,4%  | 1,0%  |

Como se puede observar, las cantidades relativas a la capital son mínimas comparadas con las de otras poblaciones de la comarca como Cañada o Biar, donde casi el 100% de la población lo entiende y aproximadamente el 90% lo sabe hablar, y son menores incluso que las de Sax y Salinas, los otros dos municipios de predomino español.
Debido a que desde 1991 han aumentado las medidas para la difusión del valenciano en toda la Comunidad, y ha existido un aumento de la presencia del valenciano, en 2001 las cifras publicadas por la Consejería de Educación para toda la comarca eran sobre un 20% de media mayores que en las de 11 años antes, tiendo en cuenta que el 15,6% de la población pertenece a municipios valencianohablantes.
| Alto Vinalopó | 69,37% | 24,47% | 26,07% | 12,41% |

Tras 26 años del estudio del conocimiento del valenciano en la comarca del Alto Vinalopó, se han vuelto a realizar análisis en sus poblaciones. Como resultado se puede observar la disminución del valenciano en alguna población valencianoparlante, como es el caso de Biar o Cañanda, mientras que Villena ha demostrado un ligero crecimiento en el uso del valenciano. A su vez, en las poblaciones donde se hablaba habitualmente, se ha incrementado el porcentaje de personas que saben escribirlo y leerlo respecto a 1991.

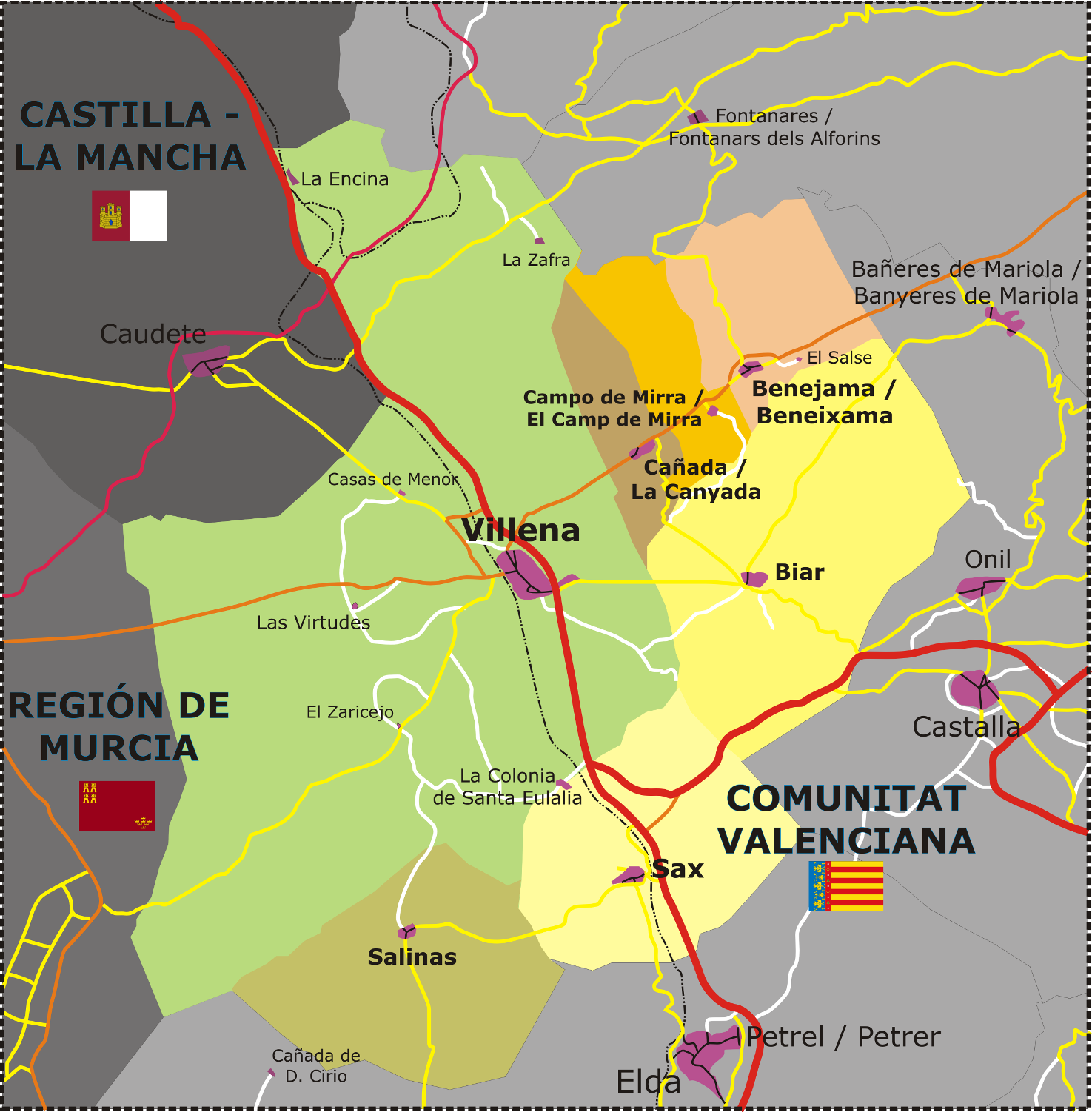
Vías de comunicación del Alto Vinalopó.

| Benejama       | 3,8%  | 97,6% | 84,9% | 70,1% | 44,9% |
| Biar           | 7,9%  | 95,6% | 80,7% | 67,9% | 56,7% |
| Campo de Mirra | 0,6%  | 99,6% | 91,2% | 49,9% | 31,7% |
| Cañada         | 3,2%  | 91,2% | 88,7% | 58,5% | 23,8% |
| Salinas        | 2,4%  | 65,7% | 12,5% | 3,7%  | 4,4%  |
| Sax            | 17,5% | 34,0% | 12,9% | 1,5%  | 0,9%  |
| Villena        | 64,6% | 45,7% | 11,6% | 10,4% | 9,9%  |

## Delimitaciones históricas
La comarca del Alto Vinalopó es de creación moderna, ya que data del año 1989. Comprende parte de las antiguas comarcas de los Llanos de Villena y los Valles de Alcoy. Estas comarcas antiguas aparecen en el mapa de comarcas de Emili Beüt "Comarques naturals del Regne de València" publicado en 1934. La delimitación actual corresponde a grandes rasgos con el que ha sido el partido judicial de Villena desde que pasó a formar parte de la provincia de Alicante en 1836, aunque excluye a Onil y Castalla, que pertenecieron al mismo hasta fechas recientes.
Municipios políticamente excluidos
Hay algunas localidades que geográficamente pertenecen a la comarca del Alto Vinalopó, pero que por cuestiones políticas han sido encuadradas en otras comarcas o provincias, y son los siguientes casos:

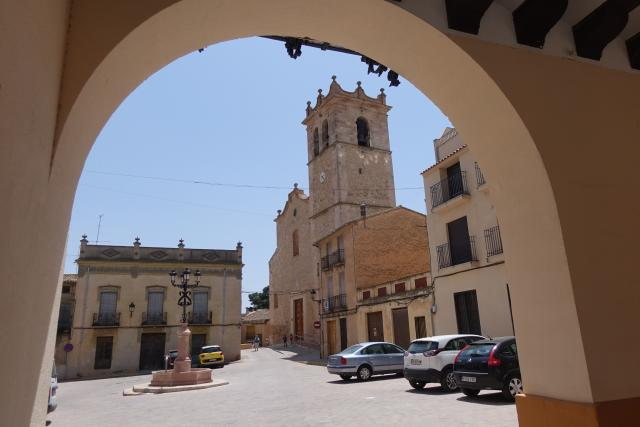
Caudete

- CaudeteCaudete, se encuentra en los Planos de Villena, a pocos km de esta localidad, sin embargo políticamente pertenece a la provincia de Albacete, de la que le separa la Sierra Oliva, de 1.153 metros de altura.
- Bañeres, esta población fue situada en la comarca de la Hoya de Alcoy, a pesar de que el Vinalopó atraviesa por la mitad el municipio.
- Bocairente, es el municipio en el que nace el Vinalopó, sin embargo pertenece a la provincia de Valencia, de la que está separada por una sierra.